# KM Torhout
Maillots
Dernière mise à jour : 27 novembre 2024.
Le Koninklijke Maatschappij Torhout est un club belge de football basé à Thourout en Flandre occidentale. Porteur du "matricule 822", ce club joue en vert et blanc et évolue en Division 3 Amateur lors de la saison 2018-2019. C'est sa 33e saisonen séries nationales.
À la suite d'une fusion, intervenue en 1992, entre deux anciens clubs de l'entité: le K. VK Torhout (matricule 110) et le K. SK Torhout (matricule 822), le club prend le nom de KM 1992 Torhout (822). En 2000, des disputes internes amènent une "défusion", mais le fait reste anecdotique car le matricule 822 conserve son appellation de Torhout 1992 KM.
En 2020, les différentes composantes du cercle (Direction générale, Ecole des Jeunes, ...) s'accorde sur une simplification de la dénomination, considérant que pour la majorité leur club est le KM Torhout 

## Le Club
Le club est fondé le 2 septembre 1926 sous l'appellation SK Thourhout. Deux mois plus tard, il s'affilia à l'URBSFA. Celle-ci publie la première liste des numéros matricule en décembre de la même année. Le SK Thourhout reçoit le matricule 822.
Les premières rencontres sont jouées au "Roeselaerse Kalsijde" et au "Kortemarkse Kalsijde" jusqu'en 1927. Ensuite le club s'installe au "Brildam" où il reste jusqu'en 1963. Après, le matricule 822 joue au "Stedelijke Stadion" (stade communal), nouvellement érigé derrière la piscine. Reconnu "Société Royale", en 1952, le club prend le nom de K. SK Torhout.
Comme dans bien d'autres endroits, une solide rivalité oppose le club à son rival local, plus ancien, le FC Torhout (matricule 110). Contrairement au "FC", le "SK" reste anonynement dans les séries provinciales jusqau'à la fin des années 1980. En 1987, le K. SK Torhout accède  pour la première fois de son Histoire aux séries nationales. Il y reste jusqu'à la fin de la saison 1991-1992. Durant cette période de cinq saisons, les deux clubs de Torhout jouent dans la même série nationale. En 1992, ils sont tous deux relégués. Pour l'anecdote, le « SK », 14e devance le « VK », 15e.
Cette double relégation entraîne une remise en question de la rivalité sportive entre les deux clubs, et sur l'initiative des autorités communales de Thourout, les deux rivaux fusionnent. Le matricule conservé est celui du "SK" (822) alors que l'équipe première du club fusionné reste au Velodroom, les installations du « VK ». Si les couleurs officielles sont vert, noir et blanc, l'équipe A évolue le plus souvent en vert et blanc, anciennement celles du matricule 110. La buvette principale du stade est rebaptisée « Club 110 ». Afin de ménager les susceptibilités, les anciennes mentions disparaissent, et le club fusionné est baptisé Torhout 1992 KM.
Le club remporte le titre provincial de Flandre-Occidentale en 1995 et retrouve les séries nationales. Il ne les a plus quittées depuis lors. En 1998, le matricule 822 remporte sa série de Promotion. Pour la première fois de l'Histoire, un club de Thourout monte en Division 3.
Torhout 1992 y évolue deux saisons puis redescend. Le club conquiert directement le titre de Promotion et retrouve la D3, pour un bail de sept saisons. Entretemps, en 2000, des dissensions internes secouent le club, et mènent à une « défusion ». Certains anciens dirigeants du SK Torhout s'en vont et fondent un nouveau club, le New Sportkring Torhout 2001, qui reçoit le matricule 9388 lors de son affiliation à la Fédération belge.
En 2008, le club est relégué. Il entame parfaitement la saison suivante en Promotion et remporta la première tranche. Mais le destin frappe durement le club le 28 octobre 2008. Torhout 1992 perd Oswald Bossuyt, son président et cheville ouvrière. Un décès soudain des suites d'une attaque cérébrale. Le club est touché de plein fouet et la saison devient pesante, et l'équipe recule au classement. Leader après 10 matches, elle ne termine finalement que 9e. Toutefois, le tour final lui est favorable. Comme en cette fin de saison 2008-2009, la Ligue Jupiler est réduite de 18 à 16 clubs, la Ligue de Division 3 décide de faire passer ses séries de 16 à 18 équipes. En plus de cela, on enregistre la disparition pour cause de faillite de la R. AA Louvièroise. Le Tour final de Promotion délivre dès lors 4 places vers la D3 au lieu de 2 habituellement. Torhout 1992 KM se qualifie lors du premier tour en allant s'imposer dans le Limbourg à Spouwen-Mopertingen (0-1). Lors du tour suivant, le club flandrien prend la direction des Ardennes pour affronter l'Entente Bertrigeoise. Le match est indécis et après prolongation, l'égalité persiste (1-1). La séance de tirs au but est favorable (4-5) à Torhout 1992 qui remonte en Division 3.

## Anciens logos

Logo de 1992 à 2020

## Résultats dans les divisions nationales
Statistiques mises à jour le 9 décembre 2024 (terme de la saison 2023-2024)

### Bilan
| Niv | Divisions     | Jouées | Titres | TM Up | TM Down |
| --- | ------------- | ------ | ------ | ----- | ------- |
| I   | 1re nationale | 0      | 0      |       |         |
| II  | 2e nationale  | 0      | 0      |       |         |
| III | 3e nationale  | 16     | 0      |       |         |
| IV  | 4e nationale  | 14     | 2      | 1     |         |
| V   | 5e nationale  | 4      | 0      |       |         |
|     |               |        |        |       |         |
|     | TOTAUX        | 34     | 2      | 1     | 0       |

- TM Up : test-match pour départager des égalités, ou toutes formes de Barrages ou de Tour final pour une montée éventuelle.
- TM Down : test-match pour départager des égalités, ou toutes formes de Barrages ou de Tour final pour le maintien.

### Classements saison par saison
| Ordre               | Saison  | Nom du club     | Niveau                         | Classement final | Remarques                            |
| ------------------- | ------- | --------------- | ------------------------------ | ---------------- | ------------------------------------ |
| 1                   | 1987-88 | K. SK Torhout   | Promotion série A              | 7e/16            |                                      |
| 2                   | 1988-89 | K. SK Torhout   | Promotion série A              | 7e/16            |                                      |
| 3                   | 1989-90 | K. SK Torhout   | Promotion série A              | 8e/16            |                                      |
| 4                   | 1990-91 | K. SK Torhout   | Promotion série A              | 6e/16            |                                      |
| 5                   | 1991-92 | K. SK Torhout   | Promotion série A              | 15e/16           | Relégué                              |
| séries provinciales |         |                 |                                |                  |                                      |
| 6                   | 1995-96 | Torhout 1992 KM | Promotion série A              | 3e/16            |                                      |
| 7                   | 1996-97 | Torhout 1992 KM | Promotion série A              | 5e/16            |                                      |
| 8                   | 1997-98 | Torhout 1992 KM | Promotion série A              | 1er/16           | Champion et promu                    |
| 9                   | 1998-99 | Torhout 1992 KM | Division 3 série A             | 12e/16           |                                      |
| 10                  | 1999-00 | Torhout 1992 KM | Division 3 série A             | 15e/16           | Relégué                              |
| 11                  | 2000-01 | Torhout 1992 KM | Promotion série A              | 1er/16           | Champion et promu                    |
| 12                  | 2001-02 | Torhout 1992 KM | Division 3 série A             | 9e/16            |                                      |
| 13                  | 2002-03 | Torhout 1992 KM | Division 3 série A             | 13e/16           |                                      |
| 14                  | 2003-04 | Torhout 1992 KM | Division 3 série A             | 6e/16            |                                      |
| 15                  | 2004-05 | Torhout 1992 KM | Division 3 série A             | 3e/16            |                                      |
| 16                  | 2005-06 | Torhout 1992 KM | Division 3 série A             | 10e/16           |                                      |
| 17                  | 2006-07 | Torhout 1992 KM | Division 3 série A             | 9e/16            |                                      |
| 18                  | 2007-08 | Torhout 1992 KM | Division 3 série A             | 15e/16           | Relégué                              |
| 19                  | 2008-09 | Torhout 1992 KM | Promotion série A              | 9e/16            | Promu via tour final                 |
| 20                  | 2009-10 | Torhout 1992 KM | Division 3 série A             | 9e/18            |                                      |
| 21                  | 2010-11 | Torhout 1992 KM | Division 3 série A             | 12e/18           |                                      |
| 22                  | 2011-12 | Torhout 1992 KM | Division 3 série A             | 6e/18            |                                      |
| 23                  | 2012-13 | Torhout 1992 KM | Division 3 série A             | 7e/18            |                                      |
| 24                  | 2013-14 | KM Torhout      | Division 3 série A             | 10e/18           |                                      |
| 25                  | 2014-15 | KM Torhout      | Division 3 série A             | 15e/18           |                                      |
| 26                  | 2015-16 | KM Torhout      | Division 3 série A             | 15e/18           | Relégué                              |
| 27                  | 2016-17 | KM Torhout      | Division 2 Amateur VFV série A | 9e/16            |                                      |
| 28                  | 2017-18 | KM Torhout      | Division 2 Amateur VFV série A | 15e/16           | Relégué                              |
| 29                  | 2018-19 | KM Torhout      | Division 3 VV Série A          | 12e/16           |                                      |
| 30                  | 2019-20 | KM Torhout      | Division 3 VV Série A          | 12e/16           |                                      |
| 31                  | 2020-21 | KM Torhout      | Division 3 VV Série A          | N/A              | saison annulée en raison du Covid-19 |
| 32                  | 2021-22 | KM Torhout      | Division 3 VV Série A          | 4e/16            | Promu via Tour final                 |
| 33                  | 2022-23 | KM Torhout      | Nationale 2 VV série A         | 12e/18           |                                      |
| 34                  | 2023-24 | KM Torhout      | Nationale 2 VV série A         | 11e/18           |                                      |
| 35                  | 2024-25 | KM Torhout      | Nationale 2 VV série A         | ... /16          |                                      |